# Dug-out (voetbal)

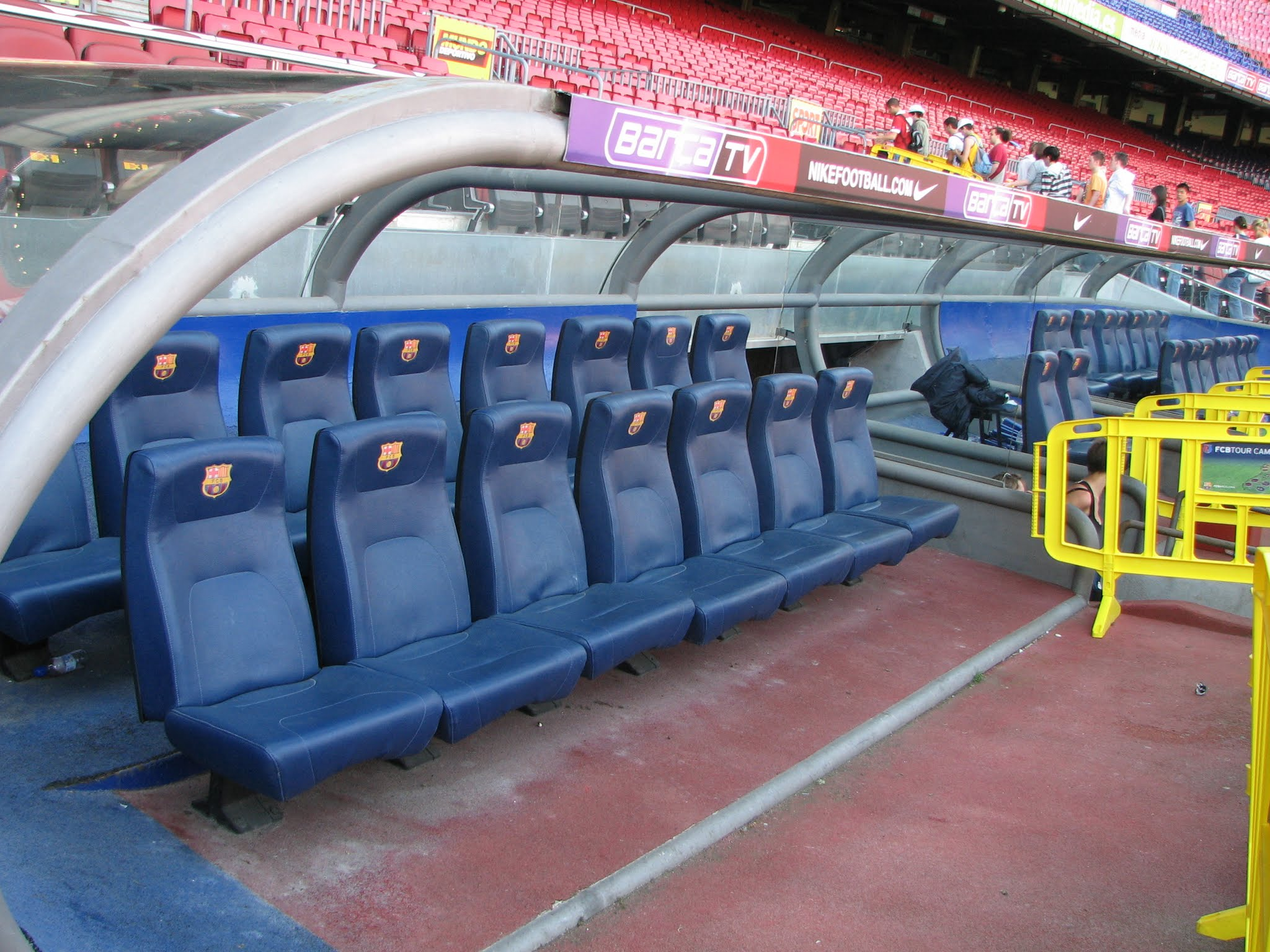
Dug-outs in Camp Nou.

Een dug-out is in het voetbal een bouwwerk aan de zijkant van het veld waar de gewisselde spelers, reservespelers en staf zich bevinden. Meestal heeft een voetbalstadion twee dug-outs; een voor de thuisploeg en een voor het uitspelende team.

## Afbeeldingen

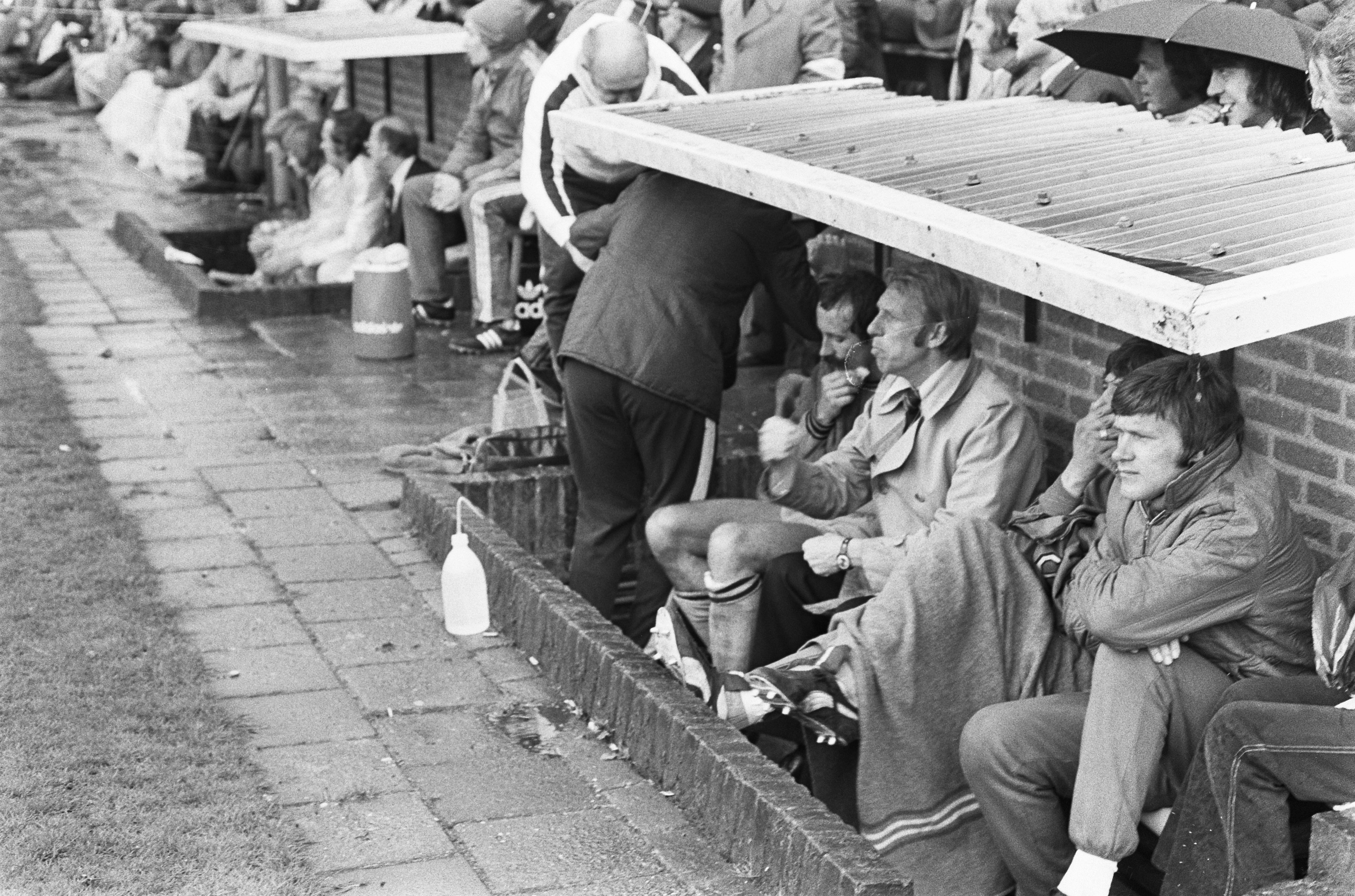
Ajax-coach Hans Kraay in een dug-out (4 mei 1975).
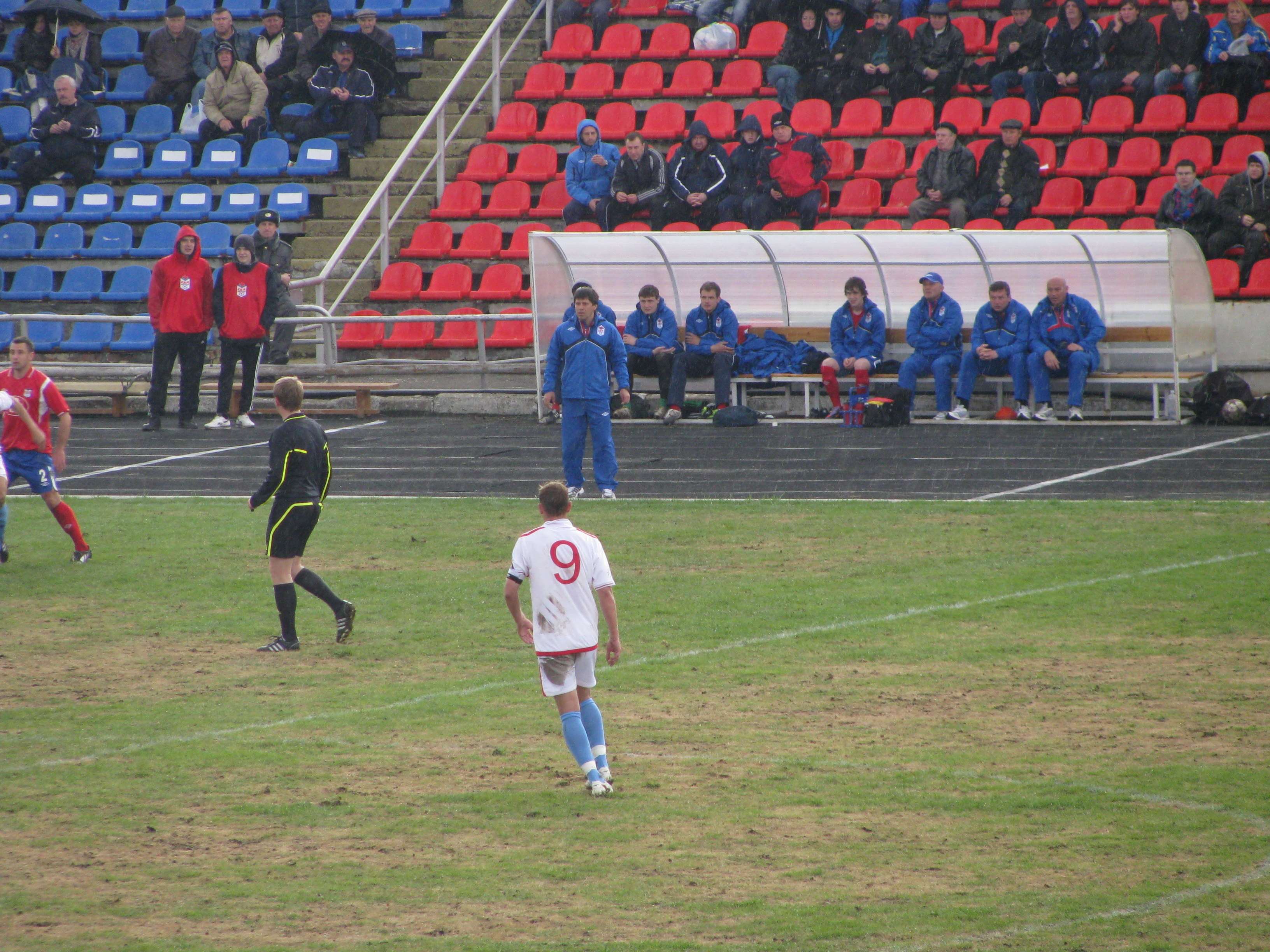
Dug-out van SKA Rostov (SKA SKVO-stadion) tijdens een wedstrijd in 2011.
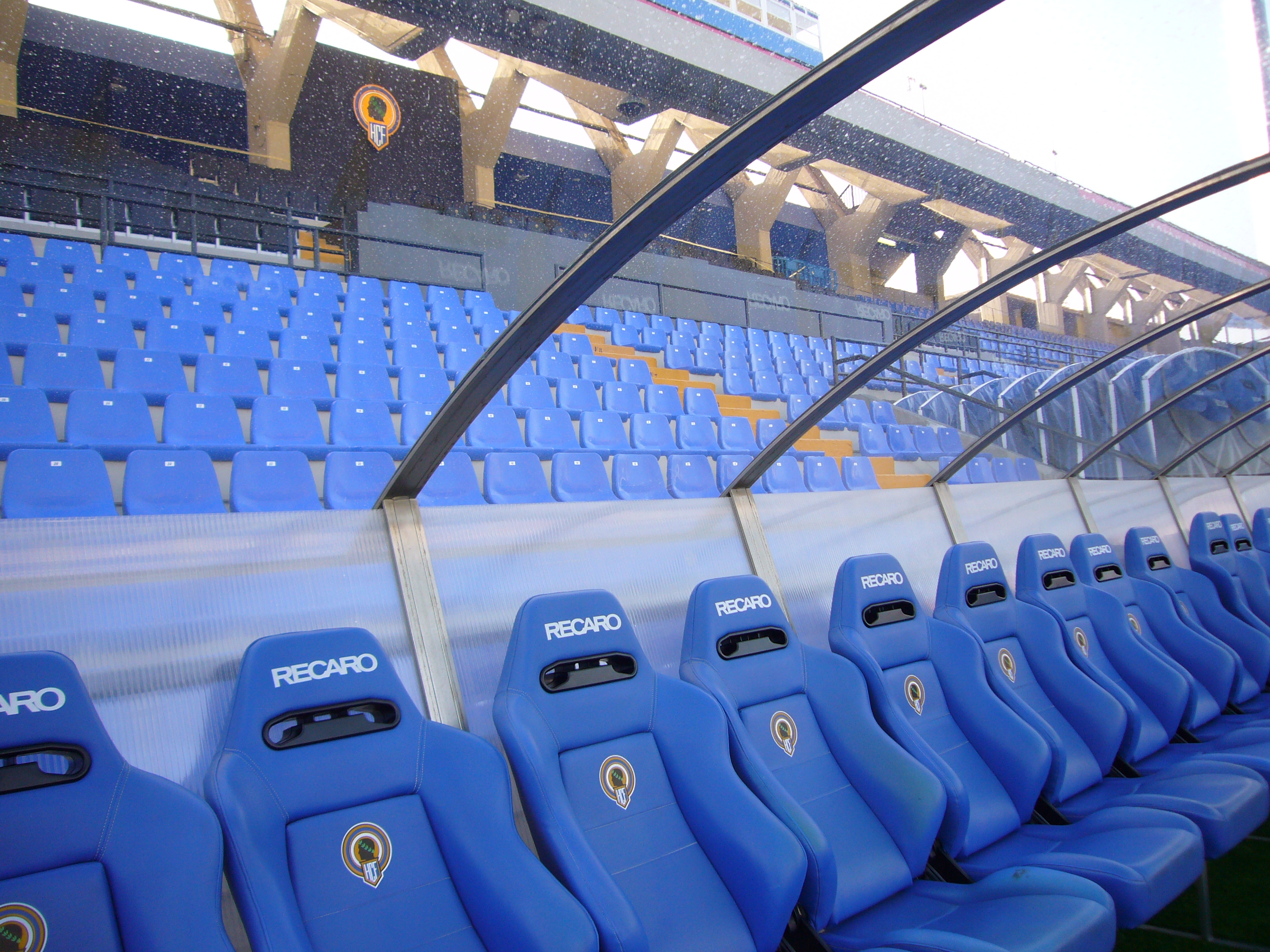
Dug-out in het Estadio José Rico Pérez (2010).